# 小格里特·史密斯·米勒
小格里特·史密斯·米勒（英文：Gerrit Smith Miller, Jr.；1869年12月6日－1956年2月24日）是美国的一位动物学家和植物学家。
1869年米勒生于美国纽约州 Peterboro，1894年毕业于哈佛大学，随后在美国农业部动物学家克林顿·哈特·梅里厄姆的指导下工作。1898年米勒担任美国国立自然历史博物馆哺乳动物馆助理馆长，1909年被提升为馆长，1940年他成为美国史密森尼学会生物所的助理。1915年他发表了对皮尔当人铸型标本的研究成果，结论说明其下颌取自于猿人化石，从而证明了该标本系伪造产物。
1914年2月，美国青年探险家查尔斯·麦考利·霍依（Charles McCauley Hoy，1897–1923）在中国洞庭湖的城陵矶水域猎获一头成年雄性白豚，由此采集到了世界首个白鱀豚样本（仅保留了头骨和7块颈椎）。霍依根据当地渔民的口音，在样本上标注为 Pei Chi（“白旗”的谐音）。1916年样本带回美国后，华盛顿国立自然历史博物馆以75美元收购，1917年供职于该馆的米勒对样本作了综合而详尽的研究。1918年米勒发表著名的学术论文 "A new river dolphin from China"（来自中国的一个淡水豚新种），结合霍依的描述（白鱀豚的背鳍露出水面时，像一个浅色的旗帜，故被中国渔民称为“白旗”），将白鱀豚命名为 Lipotes vexillifer（最后的举旗者或遗留的举旗者；Lipotes 源于希腊文 leipo，意为“最后一个发现”，一说“遗留下来”，vexillifer 意为“举旗者”），英文名则定为 Chinese river dolphin（中华江豚）。